# Jerzy Fedorowicz (fotograf)
Jerzy Fedorowicz (ur. w 1946 roku w Zambrowie, zm. 6 stycznia 2014 w Białymstoku) – polski artysta fotograf. Członek rzeczywisty i Artysta Fotoklubu Rzeczypospolitej Polskiej (AFRP).

## Działalność
Jerzy Fedorowicz mieszkał i pracował w Białymstoku. W 1965 roku został absolwentem I Studium Nauczycielskiego w Białymstoku. W 1973 roku ukończył Wyższą Szkołę Pedagogiczną w Rzeszowie, w 1977 roku Wyższą Szkołę Pedagogiczną w Bydgoszczy.  
Był współzałożycielem i późniejszym kierownikiem Ogniska Pracy Pozaszkolnej w Białymstoku, gdzie pracował jako nauczyciel fotografii. W latach 80. XX wieku był współorganizatorem i późniejszym dyrektorem Młodzieżowego Domu Kultury w Białymstoku. W tym samym czasie był pomysłodawcą, inicjatorem i twórcą Ogólnopolskiej Wystawy Dzieci i Młodzieży Szkolnej w Białymstoku, działającej do chwili obecnej. Od końca lat 90. XX wieku był nauczycielem fotografii w VII Liceum Ogólnokształcącym w Białymstoku, w klasach o profilu artystycznym. W 2001 roku został laureatem nagrody Nauczyciel Animator Kultury, którą otrzymał z rąk Przewodniczącej Rady Miasta Białegostoku. 
Jerzy Fedorowicz jest autorem i współautorem wielu wystaw fotograficznych; indywidualnych i zbiorowych. Jest twórcą licznych diaporam i ilustracji multimedialnych (m.in.) do koncertów muzycznych (poetyckich). Szczególne miejsce w twórczości Jerzego Fedorowicza zajmuje fotografia krajobrazowa, pejzażowa – w dużej części z pierwszoplanowym motywem wody oraz fotografia dokumentalna. Był uczestnikiem cyklicznych plenerów fotograficznych, organizowanych przez Fotoklub Rzeczypospolitej Polskiej w Janowie Podlaskim. 
W 2010 roku Jerzy Fedorowicz został przyjęty w poczet członków Fotoklubu Rzeczypospolitej Polskiej Stowarzyszenia Twórców (legitymacja nr 289). Jego prace zaprezentowano w Almanachu (1995–2017), wydanym przez Fotoklub Rzeczypospolitej Polskiej Stowarzyszenie Twórców, w 2017 roku.

## Wybrane wystawy
- „Moje Kurpie” (Baranowo 2000)
- „Stan skupienia”; Galeria De Fide Ars (Białystok 2001)
- „Palma kurpiowska”; Galeria De Fide Ars (Białystok 2001)
- „Sto lat salezjanów w Polsce”; Kościół NMP (Różanystok 2002)
- „Pielgrzym nadziei”; Galeria Spodki (Białystok 2003)
- „Punkt potrójny”; Galeria Spodki (Białystok 2003)
- „IV Przegląd Fotografii Krajów Nadbałtyckich” (Koszalin 2003)
- „Św. Woda wczoraj i dziś”; Dom Pielgrzyma (Wasilków 2005)
- „Impresje biebrzańskie” (Grodno 2005)
- „Na szlaku wodnym Grodno - Augustów”; Galeria MDK (Białystok 2007)
- „Kościół niezłomny”; IPN Oddział Białystok (2009)
- „Światłoczuli”; Galeria Spodki (Białystok 2010)
- „W krainie wschodzącego słońca”; Centralna Galeria Stolica (Mińsk 2010)
- „Podlasie zimą” (Białystok 2016)[6]

Źródło

## Wybrane diaporamy
- „Spektrum Gwiazdy Betlejemskiej”
- „Na strunach światła” (dwa wydania)[12]
- „Biebrzańskie impresje” (dwa wydania)
- „Łomżyński Park Krajobrazowy Doliny Narwi”
- „Uskrzydlona Narew”
- „Pamięci Jana Pawła II” (dwa wydania)
- „Tryptyk na skrzydłach”
- „Zima na Kresach”
- „Kościół niezłomny”
- „Pod żaglami Felicita”
- „operacja Żagiel 2009”
- „Na szlaku wodnym Grodno – Augustów”
- „Sentymentalna podróż” (o Kurpiach)

Źródło

## Ilustracje multimedialne
- „Śpiewajmy Panu naszemu, śpiewajmy”; Filharmonia Białostocka (2003)
- „Impresjonizm w muzyce”; Filharmonia Białostocka (2004)
- „Muzyka naszych czasów”; Koncert „TWOgether duo” (Białystok 2009)
- „Koncert muzyki współczesnej”; Koncert „TWOgether duo” (Białystok 2010)

Źródło

## Wydawnictwa (książki)
- „Fotografia – Czwarta F”; WOAK (Białystok 2002); ISBN 83-86641-23-1
- „Punkt potrójny”; WOAK (Białystok 2003); ISBN 83-86641-19-3
- „Kościół niezłomny”; IPN Oddział Białystok; (Białystok 2009); ISBN 978-83-927957-4-2

Źródło